# GRRR!
Pour les articles homonymes, voir Grrr.
Albums de The Rolling Stones
A Bigger Bang
(2005) Blue & Lonesome
(2016)
GRRR! est une triple compilation des Rolling Stones sortie en 2012 pour fêter les cinquante ans du groupe. Deux inédits ont été enregistrés : Doom and Gloom et One More Shot.
4 éditions ont été publiées :
1. Une édition normale avec 50 titres sur 3 cd
2. Une édition deluxe avec 50 titres sur 3 cd avec un livret de 36 pages et une carte postale
3. Une édition bluray audio (BD-A), 50 titres sur un disque unique, pas d'image (son haute résolution uniquement), livret 12 pages
4. Une édition super deluxe avec 80 titres sur 4 cd, une carte postale, un cd des premières répétitions du groupe et un vinyle d'une session pour la BBC
5. Une édition vinyle avec 50 titres sur disque vinyle

## Liste des chansons

### Édition triple

#### CD 1
1. Come On - 1:51 (Chuck Berry)
2. Not Fade Away - 1:48 (Charles Hardin/Norman Petty)
3. It’s All Over Now - 3:28 (Bobby Womack/Shirley Jean Womack)
4. Little Red Rooster - 3:06 (Willie Dixon)
5. The Last Time - 3:42 (Jagger/Richards)
6. (I Can't Get No) Satisfaction - 3:45 (Jagger-Richards)
7. Time Is On My Side - 3:01 (Jerry Ragovoy)
8. Get Off of My Cloud - 2:59 (Jagger/Richards)
9. Heart Of Stone - 2:46 (Jagger/Richards)
10. 19th Nervous Breakdown - 3:59 (Jagger/Richards)
11. As Tears Go By - 2:47 (Jagger/Richards/Loog Oldham)
12. Paint It, Black - 3:22 (Jagger/Richards)
13. Under My Thumb - 3:43 (Jagger/Richards)
14. Have You Seen Your Mother, Baby, Standing in the Shadow? - 2:31 (Jagger/Richards)
15. Ruby Tuesday - 3:19 (Jagger/Richards)
16. Let's Spend the Night Together - 3:41 (Jagger/Richards)
17. We Love You - 4:21 (Jagger/Richards) - Avec John Lennon & Paul McCartney

#### CD 2
1. Jumpin' Jack Flash - 3:44 (Jagger/Richards)
2. Honky Tonk Women - 3:04 (Jagger/Richards)
3. Sympathy for the Devil - 6:18 (Jagger/Richards)
4. You Can't Always Get What You Want - 4:42 (Jagger/Richards)
5. Gimme Shelter - 4:36 (Jagger/Richards)
6. Street Fighting Man - 3:18 (Jagger/Richards)
7. Wild Horses - 5:40 (Jagger/Richards)
8. She's a Rainbow - 4:35 (Jagger/Richards)
9. Brown Sugar - 3:49 (Jagger/Richards)
10. Happy - 3:04 (Jagger/Richards)
11. Tumbling Dice - 3:45 (Jagger/Richards)
12. Angie - 4:31 (Jagger/Richards)
13. Rocks Off - 4:31 (Jagger/Richards)
14. Doo Doo Doo Doo Doo (Heartbreaker) - 3:26 (Jagger/Richards)
15. It’s Only Rock ‘N’ Roll - 4:08 (Jagger/Richards)
16. Fool to Cry - 4:07 (Jagger/Richards)

#### CD 3
1. Miss You - 3:34 (Jagger-Richards)
2. Respectable - 3:06 (Jagger/Richards)
3. Beast of Burden - 3:27 (Jagger/Richards)
4. Emotional Rescue - 3:41 (Jagger/Richards)
5. Start Me Up - 3:31 (Jagger/Richards)
6. Waiting On A Friend - 4:35 (Jagger/Richards)
7. Undercover Of The Night - 4:31 (Jagger/Richards)
8. She Was Hot - 4:40 (Jagger/Richards)
9. Streets of Love - 5:10 (Jagger/Richards)
10. Harlem Shuffle - 3:24 (Earnest Nelson/Robert Relf)
11. Mixed Emotions - 4:00 (Jagger/Richards)
12. Highwire - 3:41  (Jagger/Richards)
13. Love Is Strong - 3:48 (Jagger/Richards)
14. Anybody Seen My Baby? - 4:06 (Mick Jagger/Keith Richards/Kathryn Dawn Lang/Ben Mink)
15. Don’t Stop - 3:29 (Jagger/Richards)
16. Doom And Gloom - 3:58 (Jagger/Richards)
17. One More Shot - 3:03 (Jagger/Richards)

### Edition Super deluxe

#### CD 1
1. Come On
2. I Wanna Be Your Man
3. Not Fade Away
4. That’s How Strong My Love Is
5. It’s All Over Now
6. Little Red Rooster
7. The Last Time
8. (I Can't Get No) Satisfaction
9. Heart Of Stone
10. Get Off of My Cloud
11. She Said Yeah
12. I'm Free
13. Play with Fire
14. Time Is On My Side
15. 19th Nervous Breakdown
16. Paint It, Black
17. Have You Seen Your Mother, Baby, Standing in the Shadow?
18. She's a Rainbow
19. Under My Thumb
20. Out Of Time
21. As Tears Go By

#### CD 2
1. Let's Spend the Night Together
2. Mother's Little Helper
3. We Love You
4. Dandelion
5. Lady Jane
6. Flight 505
7. 2000 Light Years from Home
8. Ruby Tuesday
9. Jumpin' Jack Flash
10. Sympathy for the Devil
11. Child Of The Moon (rmk)
12. Salt of the Earth
13. Honky Tonk Women
14. Midnight Rambler
15. Gimme Shelter
16. You Got the Silver
17. You Can't Always Get What You Want
18. Street Fighting Man
19. Wild Horses

#### CD 3
1. Brown Sugar
2. Bitch
3. Tumbling Dice
4. Rocks off
5. Happy
6. Doo Doo Doo Doo Doo (Heartbreaker)
7. Angie
8. It's Only Rock 'N' Roll
9. Dance Little Sister
10. Fool To Cry
11. Respectable
12. Miss You
13. Shattered
14. Far Away Eyes
15. Beast of Burden
16. Emotional Rescue
17. Dance Pt. 1
18. She's So Cold
19. Waiting On A Friend
20. Neighbours

#### CD 4
1. Start Me Up
2. Undercover Of The Night
3. She Was Hot
4. Harlem Shuffle
5. Mixed Emotions
6. Highwire
7. Almost Hear You Sigh
8. You Got Me Rocking
9. Love Is Strong
10. I Go Wild
11. Like a Rolling Stone
12. Anybody Seen My Baby?
13. Saint of me
14. Don't Stop
15. Rough Justice
16. Rain Fall Down
17. Streets Of Love
18. Plundered My Soul
19. Doom and Gloom (inédit)
20. One More Shot (inédit)

#### 7” Vinyl EP / Side A
1. Route 66 – BBC Session
2. Cops And Robbers – BBC Session

#### 7” Vinyl EP / Side B
1. You Better Move On – BBC Session
2. Mona – BBC Session

#### iBC demos
1. Diddley Daddy – iBC Demo Session
2. Road Runner – iBC Demo Session
3. Bright Lights Big City – iBC Demo Session
4. Honey What’s Wrong – iBC Demo Session
5. I Want To Be Loved – iBC Demo Session

## Personnel
- Mick Jagger ; Chant, chœurs, harmonica, guitare, piano, claviers, percussions
- Keith Richards : Guitares acoustique et électrique, basse, claviers, chant, chœurs
- Brian Jones : Guitares, sitar, tambura, dulcimer, chœurs, harmonica, claviers, Mellotron, flûtes, saxophone, marimba
- Mick Taylor : Guitares, basse, chœurs
- Ron Wood : Guitares, basse, chœurs
- Bill Wyman : Basse, synthétiseur, percussions, chœurs
- Darryl Jones : Basse, chœurs, sur Anybody Seen My Baby?, Don't Stop, Doom and Gloom et One More Shot
- Charlie Watts : Batterie, percussions
- Ian Stewart : Piano, orgue, percussions
- Billy Preston : Piano, orgue, synthétiseurs, percussions, chœurs